# Canton de Bouzonville
Le canton de Bouzonville est une circonscription électorale française située dans le département de la Moselle et la région Grand Est.

## Géographie
Ce canton est organisé autour de Bouzonville et est une circonscription électorale française située l'arrondissement de Forbach-Boulay-Moselle et dans l'arrondissement de Thionville. Son altitude varie de 145 m à 431 m (Merschweiller).

## Histoire
Le traité du 20 novembre 1815 a enlevé à ce canton Itterstroff et Lognon, soit 696 individus.
Par décret du 18 février 2014, le nombre de cantons du département est divisé par deux, avec mise en application aux élections départementales de mars 2015. Le canton de Bouzonville est conservé et s'agrandit en intégrant l'ancien canton de Sierck-les-Bains. Il passe de 32 à 55 communes.

## Langue
D'après un recensement de 1962, le canton comptait 60 à 80 % de locuteurs du francique lorrain. Après cette date, les recensements de l'INSEE ont arrêté de poser la question de la langue maternelle au citoyen enquêté.

## Représentation

### Conseillers généraux de 1833 à 2015
| Période | Période      | Identité                                    | Étiquette    | Qualité                                                                                       |
| ------- | ------------ | ------------------------------------------- | ------------ | --------------------------------------------------------------------------------------------- |
| 1833    | 1836         | Baron Louis Bouvier-Dumolart                |              | Ancien Préfet Ancien membre de la Chambre des Représentants (1815)                            |
| 1836    | 1848         | Baron François-Eugène Rousseaux (1803-1871) |              | Propriétaire à Ban-Saint-Martin et à Metz                                                     |
| 1848    | 1852         | Paul Casimir Husson                         |              | Propriétaire à Bouzonville                                                                    |
| 1852    | 1861         | Jean Georges François Blandin               |              | Notaire, maire de Bouzonville                                                                 |
| 1861    | 1871         | Jacques Schlincker                          |              | Maire de Creutzwald (1855-1871)                                                               |
| 1871    | 1919         | Annexion allemande                          |              |                                                                                               |
| 1919    | 1925         | Christophe Cridelich                        | URL          | Propriétaire Maire de Freistroff                                                              |
| 1925    | 1934         | François Knaff                              | URD          | Chef de service à la centrale électrique de La Houve Maire de Falck                           |
| 1934    | 1940         | Jean-Pierre Tritz                           | URD          | Notaire Maire de Bouzonville, conseiller d'arrondissement                                     |
| 1940    | 1944         | Annexion allemande                          |              |                                                                                               |
| 1945    | 1971 (décès) | Félix Mayer                                 | MRP puis CD  | Employé à la Société alsacienne d'électricité Maire de Creutzwald-la-Croix Député (1958-1962) |
| 1972    | 1973 (décès) | Roger Hesse                                 | CD           | Maire de Creutzwald (1971-1973)                                                               |
| 1973    | 1994         | André Bohl                                  | CDP puis UDF | Ingénieur commercial Sénateur (1974-2001) Maire de Creutzwald (1973-2007)                     |
| 1994    | 2015         | Clément Larcher (1941-2022)                 | RPR puis UMP | Conseiller municipal de Bouzonville                                                           |

### Conseillers d'arrondissement (de 1833 à 1940)
Le canton de Bouzonville avait deux conseillers d'arrondissement, puis trois à partir de 1919.
De 1801 à 1871, il appartenait à l'arrondissement de Thionville.
| Période                                  | Période | Identité                   | Étiquette         | Qualité |
| ---------------------------------------- | ------- | -------------------------- | ----------------- | --- |
| 1833                                     | 1852    | M. Becker                  |                   | Propriétaire à Bouzonville                                                                                  |
| 1833                                     | 1852    | Simon Mathias Salmon       |                   | Propriétaire, maire de Freistroff                                                                           |
|                                          |         |                            |                   | |
| 1919                                     | 1925    | Christophe Schneider       | URL               | Propriétaire à Edling                                                                                       |
| 1919                                     | 1925    | Louis Fendler              | URL               | Propriétaire à Falck                                                                                        |
| 1919                                     | 1940    | Mathieu Mathis (1870-1947) | URL               | Maire de Menskirch                                                                                          |
| 1925                                     | 1931    | Victor Nenig               |                   | Propriétaire à Bouzonville                                                                                  |
| 1925                                     | 1934    | Jean-Pierre Tritz          | URL               | Notaire, maire de Bouzonville                                                                               |
| 1931                                     | 1940    | Louis Bettinger            | Front lorrain     | Entrepreneur, maire de Brettnach                                                                            |
| 1934                                     | 1940    | Joseph Feuerstein          | Front lorrain PSF | Maire de Creutzwald                                                                                         |
| 1940                                     |         |                            |                   | Les conseils d'arrondissement ont été suspendus par la loi du 12 octobre 1940 et n'ont jamais été réactivés |
| Les données manquantes sont à compléter. |         |                            |                   | |

### Conseillers départementaux à partir de mars 2015
| Période élective | Période élective | Mandat | Mandat   | Identité         | Nuance | Nuance | Qualité |
| ---------------- | ---------------- | ------ | -------- | ---------------- | ------ | ------ | --- |
| 2015             | 2021             | 2015   | 2021     | Katia Muller     |        | LR     | Professeur de SVT Ancienne adjointe au maire de Freistroff                                                                 |
| 2015             | 2021             | 2015   | 2021     | Laurent Steichen |        | UDI    | Chargé de projets européens Vice-président du département maire de Sierck-les-Bains Président de la Communauté de communes |
| 2021             | 2028             | 2021   | en cours | Estelle Bohr     |        | LR     | Orthophoniste à Sierck-les-Bains, conseillère municipale de Montenach                                                      |
| 2021             | 2028             | 2021   | en cours | Armel Chabane    |        | LR     | Maire de Bouzonville, Président de la Communauté de communes 5ème Vice-Président du conseil départemental                  |

### Résultats détaillés

#### Élections de mars 2015
À l'issue du 1er tour des élections départementales de 2015, deux binômes sont en ballottage : Lucien Da Ros et Irène Weber (FN, 34,48 %) et Katia Muller et Laurent Steichen (UDI, 25,62 %). Le taux de participation est de 48,16 % (11 559 votants sur 23 999 inscrits) contre 44,87 % au niveau départemental et 50,17 % au niveau national.
Au second tour, Katia Muller et Laurent Steichen (UDI) sont élus avec 58,81 % des suffrages exprimés et un taux de participation de 47,84 % (6 228 voix pour 11 462 votants et 23 959 inscrits).

#### Élections de juin 2021
Le premier tour des élections départementales de 2021 est marqué par un très faible taux de participation (33,26 % au niveau national). Dans le canton de Bouzonville, ce taux de participation est de 32,64 % (7 609 votants sur 23 314 inscrits) contre 26,75 % au niveau départemental. À l'issue de ce premier tour, deux binômes sont en ballottage : Estelle Bohr et Armel Chabane (LR, 47 %) et Jérôme Develle et Katia Muller (DVD, 21,82 %).
Le second tour des élections est marqué une nouvelle fois par une abstention massive équivalente au premier tour. Les taux de participation sont de 34,36 % au niveau national, 27,16 % dans le département et 32,21 % dans le canton de Bouzonville. Estelle Bohr et Armel Chabane (LR) sont élus avec 63,84 % des suffrages exprimés (4 454 voix pour 7 512 votants et 23 322 inscrits),,.

## Composition

### Composition avant mars 2015

Situation du canton de Bouzonville dans l'arrondissement de Boulay-Moselle avant 2015.

Le canton de Bouzonville regroupait 32 communes.
| Nom                         | Code Insee | Codepostal | Superficie (km2) | Population (dernière pop. légale) | Densité (hab./km2) |
| --------------------------- | ---------- | ---------- | ---------------- | --------------------------------- | ------------------ |
| Alzing                      | 57016      | 57320      | 4,54             | 417 (2012)                        | 92                 |
| Anzeling                    | 57025      | 57320      | 5,92             | 512 (2012)                        | 86                 |
| Berviller-en-Moselle        | 57069      | 57550      | 5,52             | 491 (2012)                        | 89                 |
| Bibiche                     | 57079      | 57320      | 12,52            | 444 (2012)                        | 35                 |
| Bouzonville                 | 57106      | 57320      | 13,90            | 4 033 (2012)                      | 290                |
| Brettnach                   | 57110      | 57320      | 5,90             | 465 (2012)                        | 79                 |
| Château-Rouge               | 57131      | 57320      | 4,32             | 259 (2012)                        | 60                 |
| Chémery-les-Deux            | 57136      | 57320      | 10,03            | 489 (2012)                        | 49                 |
| Colmen                      | 57149      | 57320      | 4,82             | 211 (2012)                        | 44                 |
| Creutzwald                  | 57160      | 57150      | 26,72            | 13 607 (2012)                     | 509                |
| Dalem                       | 57165      | 57550      | 7,32             | 613 (2012)                        | 84                 |
| Dalstein                    | 57167      | 57320      | 3,97             | 338 (2012)                        | 85                 |
| Ébersviller                 | 57186      | 57320      | 14,07            | 886 (2012)                        | 63                 |
| Falck                       | 57205      | 57550      | 6,07             | 2 516 (2012)                      | 414                |
| Filstroff                   | 57213      | 57320      | 16,76            | 821 (2012)                        | 49                 |
| Freistroff                  | 57235      | 57320      | 14,67            | 1 115 (2012)                      | 76                 |
| Guerstling                  | 57273      | 57320      | 4,42             | 426 (2012)                        | 96                 |
| Hargarten-aux-Mines         | 57296      | 57550      | 5,51             | 1 114 (2012)                      | 202                |
| Heining-lès-Bouzonville     | 57309      | 57320      | 6,03             | 514 (2012)                        | 85                 |
| Hestroff                    | 57322      | 57320      | 7,43             | 458 (2012)                        | 62                 |
| Menskirch                   | 57457      | 57320      | 4,48             | 146 (2012)                        | 33                 |
| Merten                      | 57460      | 57550      | 5,23             | 1 550 (2012)                      | 296                |
| Neunkirchen-lès-Bouzonville | 57502      | 57320      | 3,80             | 336 (2012)                        | 88                 |
| Oberdorff                   | 57516      | 57320      | 4,22             | 357 (2012)                        | 85                 |
| Rémelfang                   | 57567      | 57320      | 3,30             | 137 (2012)                        | 42                 |
| Rémering                    | 57570      | 57550      | 4,94             | 449 (2012)                        | 91                 |
| Saint-François-Lacroix      | 57610      | 57320      | 7,33             | 306 (2012)                        | 42                 |
| Schwerdorff                 | 57640      | 57320      | 9,42             | 456 (2012)                        | 48                 |
| Tromborn                    | 57681      | 57320      | 6,13             | 363 (2012)                        | 59                 |
| Vaudreching                 | 57700      | 57320      | 4,69             | 568 (2012)                        | 121                |
| Villing                     | 57720      | 57550      | 4,93             | 493 (2012)                        | 100                |
| Vœlfling-lès-Bouzonville    | 57749      | 57320      | 2,90             | 170 (2012)                        | 59                 |

### Composition depuis 2015
Lors du redécoupage de 2014, le canton de Bouzonville comprenait 55 communes entières.
À la suite de la création de la commune nouvelle de Manderen-Ritzing au 1er janvier 2019, le canton comprend désormais 54 communes entières.
| Nom                                 | Code Insee | Intercommunalité                     | Superficie (km2) | Population (dernière pop. légale) | Densité (hab./km2) | Modifier                                    |
| ----------------------------------- | ---------- | ------------------------------------ | ---------------- | --------------------------------- | ------------------ | ------------------------------------------- |
| Bouzonville (bureau centralisateur) | 57106      | CC Bouzonvillois - Trois Frontières  | 13,90            | 3 824 (2022)                      | 275                | modifier les données · modifier les données |
| Alzing                              | 57016      | CC Bouzonvillois - Trois Frontières  | 4,54             | 401 (2022)                        | 88                 | modifier les données · modifier les données |
| Anzeling                            | 57025      | CC Bouzonvillois - Trois Frontières  | 5,92             | 480 (2022)                        | 81                 | modifier les données · modifier les données |
| Apach                               | 57026      | CC Bouzonvillois - Trois Frontières  | 3,35             | 1 072 (2022)                      | 320                | modifier les données · modifier les données |
| Berviller-en-Moselle                | 57069      | CC de la Houve et du Pays Boulageois | 5,52             | 462 (2022)                        | 84                 | modifier les données · modifier les données |
| Bibiche                             | 57079      | CC Bouzonvillois - Trois Frontières  | 12,52            | 433 (2022)                        | 35                 | modifier les données · modifier les données |
| Brettnach                           | 57110      | CC Bouzonvillois - Trois Frontières  | 5,90             | 430 (2022)                        | 73                 | modifier les données · modifier les données |
| Château-Rouge                       | 57131      | CC de la Houve et du Pays Boulageois | 4,32             | 297 (2022)                        | 69                 | modifier les données · modifier les données |
| Chémery-les-Deux                    | 57136      | CC Bouzonvillois - Trois Frontières  | 10,03            | 592 (2022)                        | 59                 | modifier les données · modifier les données |
| Colmen                              | 57149      | CC Bouzonvillois - Trois Frontières  | 4,82             | 207 (2022)                        | 43                 | modifier les données · modifier les données |
| Contz-les-Bains                     | 57152      | CC de Cattenom et environs           | 3,19             | 524 (2022)                        | 164                | modifier les données · modifier les données |
| Dalem                               | 57165      | CC de la Houve et du Pays Boulageois | 7,32             | 698 (2022)                        | 95                 | modifier les données · modifier les données |
| Dalstein                            | 57167      | CC Bouzonvillois - Trois Frontières  | 3,97             | 378 (2022)                        | 95                 | modifier les données · modifier les données |
| Ébersviller                         | 57186      | CC Bouzonvillois - Trois Frontières  | 14,07            | 963 (2022)                        | 68                 | modifier les données · modifier les données |
| Falck                               | 57205      | CC de la Houve et du Pays Boulageois | 6,07             | 2 516 (2022)                      | 414                | modifier les données · modifier les données |
| Filstroff                           | 57213      | CC Bouzonvillois - Trois Frontières  | 16,76            | 774 (2022)                        | 46                 | modifier les données · modifier les données |
| Flastroff                           | 57215      | CC Bouzonvillois - Trois Frontières  | 8,38             | 371 (2022)                        | 44                 | modifier les données · modifier les données |
| Freistroff                          | 57235      | CC Bouzonvillois - Trois Frontières  | 14,67            | 1 010 (2022)                      | 69                 | modifier les données · modifier les données |
| Grindorff-Bizing                    | 57259      | CC Bouzonvillois - Trois Frontières  | 6,86             | 311 (2022)                        | 45                 | modifier les données · modifier les données |
| Guerstling                          | 57273      | CC Bouzonvillois - Trois Frontières  | 4,42             | 367 (2022)                        | 83                 | modifier les données · modifier les données |
| Halstroff                           | 57286      | CC Bouzonvillois - Trois Frontières  | 10,78            | 296 (2022)                        | 27                 | modifier les données · modifier les données |
| Hargarten-aux-Mines                 | 57296      | CC de la Houve et du Pays Boulageois | 5,51             | 1 083 (2022)                      | 197                | modifier les données · modifier les données |
| Haute-Kontz                         | 57371      | CC de Cattenom et environs           | 6,41             | 550 (2022)                        | 86                 | modifier les données · modifier les données |
| Heining-lès-Bouzonville             | 57309      | CC Bouzonvillois - Trois Frontières  | 6,03             | 485 (2022)                        | 80                 | modifier les données · modifier les données |
| Hestroff                            | 57322      | CC Bouzonvillois - Trois Frontières  | 7,43             | 479 (2022)                        | 64                 | modifier les données · modifier les données |
| Holling                             | 57329      | CC Bouzonvillois - Trois Frontières  | 4,86             | 443 (2022)                        | 91                 | modifier les données · modifier les données |
| Hunting                             | 57341      | CC Bouzonvillois - Trois Frontières  | 3,78             | 689 (2022)                        | 182                | modifier les données · modifier les données |
| Kerling-lès-Sierck                  | 57361      | CC Bouzonvillois - Trois Frontières  | 17,82            | 608 (2022)                        | 34                 | modifier les données · modifier les données |
| Kirsch-lès-Sierck                   | 57364      | CC Bouzonvillois - Trois Frontières  | 8,85             | 329 (2022)                        | 37                 | modifier les données · modifier les données |
| Kirschnaumen                        | 57365      | CC Bouzonvillois - Trois Frontières  | 19,93            | 479 (2022)                        | 24                 | modifier les données · modifier les données |
| Laumesfeld                          | 57387      | CC Bouzonvillois - Trois Frontières  | 8,30             | 285 (2022)                        | 34                 | modifier les données · modifier les données |
| Launstroff                          | 57388      | CC Bouzonvillois - Trois Frontières  | 7,81             | 241 (2022)                        | 31                 | modifier les données · modifier les données |
| Malling                             | 57437      | CC de l'Arc mosellan                 | 4,42             | 680 (2022)                        | 154                | modifier les données · modifier les données |
| Manderen-Ritzing                    | 57439      | CC Bouzonvillois - Trois Frontières  | 15,07            | 602 (2022)                        | 40                 | modifier les données · modifier les données |
| Menskirch                           | 57457      | CC Bouzonvillois - Trois Frontières  | 4,48             | 140 (2022)                        | 31                 | modifier les données · modifier les données |
| Merschweiller                       | 57459      | CC Bouzonvillois - Trois Frontières  | 5,76             | 290 (2022)                        | 50                 | modifier les données · modifier les données |
| Merten                              | 57460      | CC de la Houve et du Pays Boulageois | 5,23             | 1 450 (2022)                      | 277                | modifier les données · modifier les données |
| Montenach                           | 57479      | CC Bouzonvillois - Trois Frontières  | 9,19             | 487 (2022)                        | 53                 | modifier les données · modifier les données |
| Neunkirchen-lès-Bouzonville         | 57502      | CC Bouzonvillois - Trois Frontières  | 3,80             | 333 (2022)                        | 88                 | modifier les données · modifier les données |
| Oberdorff                           | 57516      | CC de la Houve et du Pays Boulageois | 4,22             | 332 (2022)                        | 79                 | modifier les données · modifier les données |
| Rémelfang                           | 57567      | CC Bouzonvillois - Trois Frontières  | 3,30             | 144 (2022)                        | 44                 | modifier les données · modifier les données |
| Rémeling                            | 57569      | CC Bouzonvillois - Trois Frontières  | 6,47             | 337 (2022)                        | 52                 | modifier les données · modifier les données |
| Rémering                            | 57570      | CC de la Houve et du Pays Boulageois | 4,94             | 419 (2022)                        | 85                 | modifier les données · modifier les données |
| Rettel                              | 57576      | CC Bouzonvillois - Trois Frontières  | 6,89             | 849 (2022)                        | 123                | modifier les données · modifier les données |
| Rustroff                            | 57604      | CC Bouzonvillois - Trois Frontières  | 3,23             | 651 (2022)                        | 202                | modifier les données · modifier les données |
| Saint-François-Lacroix              | 57610      | CC Bouzonvillois - Trois Frontières  | 7,33             | 322 (2022)                        | 44                 | modifier les données · modifier les données |
| Schwerdorff                         | 57640      | CC Bouzonvillois - Trois Frontières  | 9,42             | 472 (2022)                        | 50                 | modifier les données · modifier les données |
| Sierck-les-Bains                    | 57650      | CC Bouzonvillois - Trois Frontières  | 4,80             | 1 769 (2022)                      | 369                | modifier les données · modifier les données |
| Tromborn                            | 57681      | CC de la Houve et du Pays Boulageois | 6,13             | 333 (2022)                        | 54                 | modifier les données · modifier les données |
| Vaudreching                         | 57700      | CC Bouzonvillois - Trois Frontières  | 4,69             | 486 (2022)                        | 104                | modifier les données · modifier les données |
| Villing                             | 57720      | CC de la Houve et du Pays Boulageois | 4,93             | 514 (2022)                        | 104                | modifier les données · modifier les données |
| Vœlfling-lès-Bouzonville            | 57749      | CC de la Houve et du Pays Boulageois | 2,90             | 159 (2022)                        | 55                 | modifier les données · modifier les données |
| Waldweistroff                       | 57739      | CC Bouzonvillois - Trois Frontières  | 7,73             | 521 (2022)                        | 67                 | modifier les données · modifier les données |
| Waldwisse                           | 57740      | CC Bouzonvillois - Trois Frontières  | 11,74            | 804 (2022)                        | 68                 | modifier les données · modifier les données |
| Canton de Bouzonville               | 5704       |                                      | 400,71           | 34 171 (2022)                     | 85                 | modifier les données                        |

## Démographie

### Démographie avant 2015
| 1962   | 1968   | 1975   | 1982   | 1990   | 1999   | 2006   | 2011   | 2012   |
| ------ | ------ | ------ | ------ | ------ | ------ | ------ | ------ | ------ |
| 31 463 | 32 468 | 34 071 | 34 426 | 35 043 | 34 343 | 34 456 | 35 090 | 35 060 |

### Démographie depuis 2015
En 2022, le canton comptait 34 171 habitants, en évolution de +0,3 % par rapport à 2016 (Moselle : +0,52 %, France hors Mayotte : +2,11 %).
| 2013   | 2018   | 2022   |
| ------ | ------ | ------ |
| 33 846 | 34 082 | 34 171 |